# Olintla
Olintla es una localidad del estado mexicano de Puebla. Es cabecera del municipio de Olintla.

## Demografía
| Censo | Población |
| ----- | --------- |
| 1900  | 1 466     |
| 1910  | 1 867     |
| 1921  | 1 871     |
| 1930  | 2 121     |
| 1940  | 2 220     |
| 1950  | 2 556     |
| 1960  | 2 459     |
| 1970  | 1 910     |
| 1980  | 2 169     |
| 1990  | 2 714     |
| 1995  | 1 609     |
| 2000  | 1 824     |
| 2005  | 1 782     |
| 2010  | 1 889     |
| 2020  | 2 102     |